# ABC Champions Cup 2003
La ABC Champions Cup 2003 è stata la quattordicesima edizione della massima competizione continentale per club di pallacanestro dell'Asia organizzata dalla FIBA Asia, l'ultima con la denominazione di ABC Champions Cup prima di cambiare nome in FIBA Asia Champions Cup dall'edizione successiva. Il torneo, a cui hanno preso parte 9 squadre provenienti da altrettante nazioni, si è svolto per il secondo anno consecutivo in Malaysia dal 21 al 27 dicembre 2003, presso il MABA Stadium della capitale Kuala Lumpur, dove si sono giocate tutte le partite.

## Squadre qualificate
|  | Squadra nazione ospitante |
|  | Campioni in carica        |

| Squadre partecipanti al torneo | Squadre partecipanti al torneo | Squadre partecipanti al torneo | Squadre partecipanti al torneo | Squadre partecipanti al torneo |
| Asia Occidentale (2)           | Golfo Persico (3)              | Asia Centrale (1)              | Sud-Est asiatico (2)           | Asia Orientale (1)             |
| ------------------------------ | ------------------------------ | ------------------------------ | ------------------------------ | ------------------------------ |
| Sanam Tehran                   | Al-Rayyan Doha                 | Young Cagers                   | Petronas                       | Sangmu Phoenix                 |
| Al Wahda Damasco               | Al-Ittihad Gedda               |                                | Stapac Jakarta                 |                                |
|                                | Al-Muharraq                    |                                |                                |                                |

## Fase a gironi
Tutte le partite sono state giocate secondo l'orario locale (UTC+8)
|  | Qualificata alle Final 4 |
|  | Finale 5º-6º posto       |
|  | Finale 7º-8º posto       |

### Gruppo A
| Squadra        | Par | V | S | PF  | PS  | DF  | Pun | Tie-break   |
| -------------- | --- | - | - | --- | --- | --- | --- | ----------- |
| Al-Rayyan Doha | 3   | 3 | 0 | 290 | 232 | +58 | 6   |             |
| Sangmu Phoenix | 3   | 1 | 2 | 283 | 284 | −1  | 4   | 1–1 / 1.061 |
| Al-Muharraq    | 3   | 1 | 2 | 245 | 265 | −20 | 4   | 1–1 / 1.017 |
| Stapac Jakarta | 3   | 1 | 2 | 252 | 289 | −37 | 4   | 1–1 / 0.927 |

### Gruppo B
| Squadra          | Par | V | S | PF  | PS  | DF   | Pun |
| ---------------- | --- | - | - | --- | --- | ---- | --- |
| Al Wahda Damasco | 4   | 4 | 0 | 413 | 314 | +99  | 8   |
| Al-Ittihad Gedda | 4   | 3 | 1 | 340 | 297 | +43  | 7   |
| Sanam Tehran     | 4   | 2 | 2 | 352 | 348 | +4   | 6   |
| Petronas         | 4   | 1 | 3 | 314 | 310 | +4   | 5   |
| Young Cagers     | 4   | 0 | 4 | 286 | 436 | −150 | 4   |

## Fase Finale

### Final Four
|  | Semifinali 26 Dicembre | Semifinali 26 Dicembre | Semifinali 26 Dicembre |                  |                | Finale 27 Dicembre          | Finale 27 Dicembre          | Finale 27 Dicembre          |  |
|  |                        |                        |                        |                  |                |                             |                             |                             |  |
|  | Al-Rayyan Doha         | Al-Rayyan Doha         | 94                     |                  |                |                             |                             |                             |  |
|  | Al-Rayyan Doha         | Al-Rayyan Doha         | 94                     |                  |                |                             |                             |                             |  |
|  | Al-Ittihad Gedda       | Al-Ittihad Gedda       | 88                     |                  |                |                             |                             |                             |  |
|  | Al-Ittihad Gedda       | Al-Ittihad Gedda       | 88                     |                  | Al-Rayyan Doha | Al-Rayyan Doha              | 63                          |                             |  |
|  |                        |                        |                        |                  | Al-Rayyan Doha | Al-Rayyan Doha              | 63                          |                             |  |
|  |                        |                        | Al Wahda Damasco       | Al Wahda Damasco | 96             |                             |                             |                             |  |
|  | Al Wahda Damasco       | Al Wahda Damasco       | Al Wahda Damasco       | Al Wahda Damasco | 96             | 107                         |                             |                             |  |
|  | Al Wahda Damasco       | Al Wahda Damasco       |                        |                  |                | 107                         |                             |                             |  |
|  | Sangmu Phoenix         | Sangmu Phoenix         | 78                     |                  |                | Finale 3º posto 27 Dicembre | Finale 3º posto 27 Dicembre | Finale 3º posto 27 Dicembre |  |
|  | Sangmu Phoenix         | Sangmu Phoenix         | 78                     |                  |                |                             |                             |                             |  |
|  |                        |                        |                        |                  |                |                             |                             |                             |  |
|  |                        |                        |                        |                  |                | Al-Ittihad Gedda            | Al-Ittihad Gedda            | 82                          |  |
|  |                        |                        |                        |                  |                | Al-Ittihad Gedda            | Al-Ittihad Gedda            | 82                          |  |
|  |                        |                        |                        |                  |                | Sangmu Phoenix              | Sangmu Phoenix              | 91                          |  |

### Finale 7º-8º posto
| Kuala Lumpur 26 dicembre 2003, ore 12:30 UTC+8 Finale 7º-8º posto       | Stapac Jakarta | 97 – 84 referto                 | Petronas | MABA Arena |
| \| \| \| \| \| Wusang 29 \| Punti \| 27 Livingston 20 K. Satyaseelan \| |                |                                 |          |            |
|                                                                         |                |                                 |          |            |
| Wusang 29                                                               | Punti          | 27 Livingston 20 K. Satyaseelan |          |            |

### Finale 5º-6º posto
| Kuala Lumpur 27 dicembre 2003, ore 15:00 UTC+8 Finale 5º-6º posto | Al-Muharraq | 80 – 86 (55-42 Int.) referto | Sanam Tehran | MABA Arena |
| \| \| \| \| \| \| Punti \| 25 Watkins \|                          |             |                              |              |            |
|                                                                   |             |                              |              |            |
|                                                                   | Punti       | 25 Watkins                   |              |            |

### Finale Terzo posto
| Kuala Lumpur 27 dicembre 2003, ore 18:00 UTC+8 Finale Terzo posto            | Al-Ittihad Gedda | 82 – 91 referto                 | Sangmu Phoenix | MABA Arena |
| \| \| \| \| \| John Carter 33 \| Punti \| 27 Lee Hyung-joo 25 Lee Kyu-sup \| |                  |                                 |                |            |
|                                                                              |                  |                                 |                |            |
| John Carter 33                                                               | Punti            | 27 Lee Hyung-joo 25 Lee Kyu-sup |                |            |

### Finale
| Kuala Lumpur 27 dicembre 2003, ore 21:00 UTC+8 Finale   | Al-Rayyan Doha | 63 – 96 (21-33, 30-51, 45-70) referto | Al Wahda Damasco | MABA Arena |
| \| \| \| \| \| \| Punti \| 48 Pitts 19 Khaled Zeidan \| |                |                                       |                  |            |
|                                                         |                |                                       |                  |            |
|                                                         | Punti          | 48 Pitts 19 Khaled Zeidan             |                  |            |

| ABC Champions Cup 2003     |
| -------------------------- |
| Al Wahda Damasco 1º Titolo |

## Classifica finale
| Posizione | Squadra          | Record |
| --------- | ---------------- | ------ |
|           | Al Wahda Damasco | 6–0    |
|           | Al-Rayyan Doha   | 4–1    |
|           | Sangmu Phoenix   | 2–3    |
| 4°        | Al-Ittihad Gedda | 3–3    |
| 5°        | Sanam Tehran     | 3–2    |
| 6°        | Al-Muharraq      | 1–3    |
| 7°        | Stapac Jakarta   | 2–2    |
| 8°        | Petronas         | 1–4    |
| 9°        | Young Cagers     | 0–4    |

## Premi

### Riconoscimenti individuali
| Riconoscimento                             | Giocatore   | Squadra          | Note  |
| ------------------------------------------ | ----------- | ---------------- | ----- |
| ABC Champions Cup MVP                      | Andre Pitts | Al Wahda Damasco | [ 1 ] |
| ABC Champions Cup Best scorer              | Andre Pitts | Al Wahda Damasco | [ 1 ] |
| ABC Champions Cup Best Three Point Shooter | Andre Pitts | Al Wahda Damasco | [ 1 ] |